# 来迎寺 (松阪市飯南町)
来迎寺（らいこうじ）は三重県松阪市飯南町深野にある浄土宗の仏教寺院である。本尊は阿弥陀如来。

## 沿革
鎌倉時代の僧・重源の創建で、慶長19年（1614年）に再興したと伝えられている。

## 文化財

### 三重県指定有形文化財

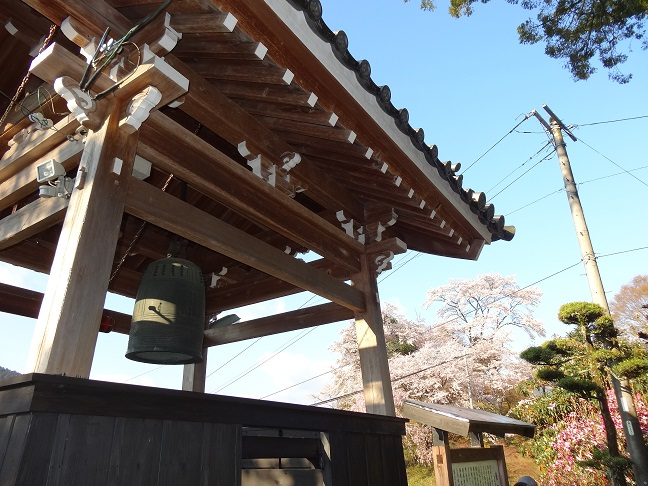
来迎寺銅鐘（三重県有形文化財）

#### 銅鐘
指定：1952年（昭和27年）7月9日。
室町時代に造られた梵鐘。銘文によると、永禄11年（1568年）に越前国山王大権現社の鐘として藤原朝臣三郎兵衛尉により作られ、天正12年（1584年）に三河国足助八幡宮へ移り、1879年（明治12年）に当寺の所蔵となったことが記されている。来迎寺は廃仏毀釈の時売却されていたこの鐘を桑名の鋳物師から購入したという。また、江戸時代の名所旧跡を紹介する「三河名所図絵」にも足助八幡宮の鐘として紹介されている。

### 松阪市指定天然記念物

#### ツバキ（オランダ紅）
指定：2000年（平成12年）2月17日、解除：2017年（平成29年）6月29日。
推定樹齢約300年の椿。花にめしべがついておらず、花弁が一片ずつ散る珍しい品種だという。加藤清正が文禄・慶長の役の際に朝鮮から持ち帰ったと伝えられている。市の天然記念物にも指定されている。
赤色の花が咲き、幹周りは1.7メートル、枝張りは約10メートル。
松阪市教育委員会は、2017年（平成29年）6月29日付でツバキの枯死のため市の天然記念物指定を解除。7月2日に総代役員らが立ち会って伐採。

## 近隣の同名寺院
当寺のある松阪市には、白粉町にも来迎寺という同名の寺があるため来訪や検索の際には注意が必要である。
ちなみに白粉町の来迎寺は「らいごうじ」と濁るが、飯南町の来迎寺は「らいこうじ」と、濁らない。来迎寺（曖昧さ回避のページ）も参照。